# Norra Tvängstjärnen
Norra Tvängstjärnen är en sjö i Årjängs kommun i Värmland och ingår i Göta älvs huvudavrinningsområde. Sjön är 22 meter djup, har en yta på 0,88 kvadratkilometer och befinner sig 179,3 meter över havet. Vid provfiske har bland annat abborre, gädda, lake och mört fångats i sjön.

## Delavrinningsområde
Norra Tvängstjärnen ingår i det delavrinningsområde (659371-129992) som SMHI kallar för Utloppet av Norra Tvängstjärnen. Medelhöjden är 217 meter över havet och ytan är 9,35 kvadratkilometer. Räknas de 3 avrinningsområdena uppströms in blir den ackumulerade arean 48,98 kvadratkilometer. Karlsforsälven (Edsälven) som avvattnar avrinningsområdet har biflödesordning 3, vilket innebär att vattnet flödar genom totalt 3 vattendrag innan det når havet efter 266 kilometer. Avrinningsområdet består mestadels av skog (85 procent). Avrinningsområdet har 1,23 kvadratkilometer vattenytor vilket ger det en sjöprocent på 13,1 procent.

## Fisk
Vid provfiske har följande fisk fångats i sjön:
- Abborre
- Gädda
- Lake
- Mört
- Siklöja